# 湯前まんが美術館
湯前まんが美術館（那須良輔記念館）（ゆのまえまんがびじゅつかん　なすりょうすけきねんかん）は、熊本県球磨郡湯前町にある美術館。湯前町出身の政治風刺漫画家である那須良輔の偉業を記念し、1992年（平成4年）11月に開館。
建物は、人吉・球磨地方の郷土玩具である きじ馬をモチーフに設計されている。独立した5棟の建物のうち、3棟が美術館で2棟が公民館となっている。くまもとアートポリス参加作品。

## 美術館概要

### 住所
- 熊本県球磨郡湯前町1834-1

### 開館時間
- 午前9時30分～午後5時[3]

### 休館日
- 年末年始（原則として12月28日〜1月3日まで）
- 展示替期間

### 入館料
- 一般・大学・高校生：300円
- 小学生・中学生：100円
- 小学生未満の児童：無料
- 団体割引有り

### アクセス方法
- くま川鉄道湯前線湯前駅下車徒歩8分(660m)。
- 九州自動車道人吉球磨スマートインターチェンジより国道219号線経由で24㎞。